# フィヨルニル
フィヨルニル（フヨルニル、フョルニルなど。Fjölnir、Fjölner、Fjolner、Fjolneなど）は、紀元前1世紀から1世紀初頭にかけてガムラ・ウプサラにいたとされる、ユングリング家に属するスウェーデン王である。
彼は半ば神話伝説的な時期の文献に、フレイとゲルズの息子として登場している。フレイの子孫は、彼の別名「ユングヴィ」に由来する「ユングリング家」（ユングリンガル）と呼ばれたという。
フィヨルニルは、のちにデンマークとなるシェラン島に、同様に神話時代の王として知られる「平和」のフロージ（フロディ）を訪ねた際、蜂蜜酒の樽の中に転落し溺死した。
フィヨルニルの後はその息子スヴェイグジルが継いだ。

## 『グロッティの歌』
『古エッダ』の『グロッティの歌』は、フィヨルニルがアウグストゥス（紀元前62年 - 紀元14年）と同時代の人であったと伝えている。
彼はすばらしい王であり、その治世の収穫は豊作であり、平和が続いていた。
彼の治世に、王フロージ（フリズレイヴ(en)の息子）は、シェラン島のレイレ(en)を支配していた。
『グロッティの歌』は、フロージがフィヨルニルをウプサラに訪ねた折に、2人の女巨人・フェニヤとメニヤを買ったことを語る。

しかしこの2人の女巨人は、フロージ王の破滅の原因となった。
（グロッティの歌を参照）

## 『ユングリング家のサガ』
『ユングリング家のサガ』第10章は、フィヨルニルがフレイとゲルズの間の息子だと語っている。フィヨルニルはユングリング家において神格化されない最初の王であった。
| Freyr tók þá ríki eptir Njörð; var hann kallaðr dróttinn yfir Svíum ok tók skattgjafir af þeim; hann var vinsæll ok ársæll sem faðir hans. Freyr reisti at Uppsölum hof mikit, ok setti þar höfuðstað sinn; lagði þar til allar skyldir sínar, lönd ok lausa aura; þá hófst Uppsala auðr, ok hefir haldizt æ síðan. Á hans dögum hófst Fróða friðr, þá var ok ár um öll lönd; kendu Svíar þat Frey. Var hann því meir dýrkaðr en önnur goðin, sem á hans dögum varð landsfólkit auðgara en fyrr af friðinum ok ári. Gerðr Gýmis dóttir hét kona hans; sonr þeirra hét Fjölnir. |  | 大意： フレイは良い季節をもたらした。ウプサラに大きな神殿を建造し、税と不動産と貢ぎ物を集めた。その時代に「フロディの平和」が始まり、全土が豊かであり、国民はこれをフレイのおかげとした。彼の妻はギュミルの娘でゲルズといい、その息子はフィヨルニルといった。 |  |

著者スノッリ・ストゥルルソンは続く第11章で、フレイの死後にフィヨルニルがスウェーデン王になったと語っている。
しかしフィヨルニルは、シェラン島の王である「平和のフロージ」(Friðfróði)を訪問した際、蜂蜜酒の樽に落ち、溺死してしまう。
| Fjölnir, son Yngvifreys, réð þá fyrir Svíum ok Uppsala auð; hann var ríkr ok ársæll ok friðsæll. Þá var Friðfróði at Hleiðru; þeirra í millum var heimboð ok vingan. Þá er Fjölnir fór til Fróða á Selund, þá var þar fyrir búin veizla mikil ok boðit til víða um lönd. Fróði átti mikinn húsabœ; þar var gert ker mikit margra alna hátt, ok okat með stórum timbrstokkum; þat stóð í undirskemmu, en lopt var yfir uppi, ok opit gólfþilit, svá at þar var niðr hellt leginum, en kerit blandit fult mjaðar; þar var drykkr furðu sterkr. Um kveldit var Fjölni fylgt til herbergis í hit næsta lopt, ok hans sveit með honum. Um nóttina gékk hann út í svalir at leita sér staðar, var hann svefnœrr ok dauðadrukkinn. En er hann snerist aptr til herbergis, þá gékk hann fram eptir svölunum ok til annarra loptdura ok þar inn, missti þá fótum ok féll í mjaðarkerit, ok týndist þar. |  | 大意： ユングヴィ・フレイの息子フィヨルニルがスウェーデン人を支配した。彼もまた良い季節と平和をもたらした。フロージ王がレイレを支配したが、2人は友好的であった。ある時フィヨルニルがシェラン島のフロージ王を訪ねた。その大きな館には木製の大きな深い樽があり、低い床に置いたそれに屋根裏から強い蜂蜜酒を注いでいた。フィヨルニルと一行は、夜に寝る場所として屋根裏に隣接した部屋をあてがわれた。フィヨルニルはひどく眠い上に泥酔しており、寝る場所を探して屋根裏に沿った回廊を歩くうち、足を滑らせ、酒の樽に落ちて溺れ死んだ。 |  |

## 『ユングリンガ・タル』
スノッリは、9世紀に成立した『ユングリンガ・タル』(en)における数行の詩も引用している。詩では、フィヨルニルがフロージの住居において蜜酒により命を落とした旨が語られている。
| Varð framgengt, þars Fróði bjó, feigðarorð, es at Fjölni kom; ok sikling svigðis geira vágr vindlauss of viða skyldi. |

『ノルウェー史』。12世紀後半に成立したノルウェーの歴史書）は、『ユングリンガ・タル』のラテン語による概要を掲載している。それは、スノッリが引用したものより古いものである。
この文献も、フィヨルニルがフレイの息子でありスヴェイグジルの父であること、蜂蜜酒の樽の中で浸死することを伝えている。
Froyr vero genuit Fiolni, qui in dolio medonis dimersus est, cujus filius Swegthir [...]
大意：フレイがフィヨルニルを生んだ、彼は蜂蜜酒の大樽の中で溺死した。彼の息子、スヴェイグジル、…
それより古い文献である『アイスランド人の書』も、『ユングリンガ・タル』での王家の系統を列挙し、それにもフレイの後継者とスヴェイグジルの先代として、フィヨルニルを挙げている。加えてこの文献は、フィヨルニルがフロージ王（「平和」のフロージ）のもとで死んだことを手短に述べている。
iii Freyr. iiii Fjölnir. sá er dó at Friðfróða. v Svegðir: .

## その他の「フィヨルニル」
「フィヨルニル」という名前は、オーディンの名乗った別名にも見られる。
『古エッダ』の『グリームニルの言葉』第47節では彼がゲイルロズ王に身分を明かす時に名乗り、『レギンの歌』第18節では、彼が崖の上に立ってシグルズとレギンに話しかけた際に名乗った。
スノッリも、『散文のエッダ』第1部『ギュルヴィたぶらかし』第3章において、オーディンの名の1つとして言及している。